# Saint-Martin-Petit
 Saint-Martin-Petit  là một xã của tỉnh Lot-et-Garonne, thuộc vùng Nouvelle-Aquitaine, tây nam nước Pháp.